# Lidtjärnen, Dalarna
Lidtjärnen är en sjö i Orsa kommun i Dalarna och ingår i Dalälvens huvudavrinningsområde.